# Augusto Lopes Cardoso
Augusto Lopes Cardoso GOIH, nome completo Augusto Pedro Falcão Lopes Cardoso (Lisboa, S. Sebastião da Pedreira, 8 de julho de 1940), é um advogado e jurisconsulto português, bastonário da Ordem dos Advogados Portugueses no triénio de 1987 a 1989.

## Biografia
Filho do Dr. João António de Castro Pereira Lopes Cardoso (1910-1996), advogado, e de sua mulher, D. Maria Delfina Capelo Franco Frazão de Figueiredo Falcão (1913-1984), residiu no Porto desde 1943.

### Atividade profissional
Licenciado em Direito pela Faculdade de Direito da Universidade de Lisboa em 1963, inscreveu-se como advogado em 18 de junho de 1965, exercendo, com sede no Porto, a profissão de advogado. 
Foi Vogal do Conselho Distrital do Porto da Ordem dos Advogados no triénio de 1975/1977; e Vogal do Conselho Geral da Ordem dos Advogados no triénio de 1978/1980.
Um dos três membros designados extra-Ministérios da 1ª Comissão Inter-Ministerial da Família (1980/1981); 
Presidente do Conselho Distrital do Porto da Ordem dos Advogados no triénio de 1981/1983 e no triénio de 1984/1986;
Representante Comum dos Participantes dos Títulos de Participação do Banco Português do Atlântico (1986/1990); 
Bastonário da Ordem dos Advogados no triénio de 1987/1989.
Membro da Sociedade Científica da Universidade Católica Portuguesa (1987);
Presidente da Assembleia Geral do Banco Português do Atlântico (1990/2000);
Presidente da Comissão Inter-Ministerial da Família (1991/1993);
Presidente do Conselho Consultivo para os Assuntos da Família (1991/1993);
Presidente da Assembleia Geral da Empresa do Jornal de Notícias e depois da Global Notícias (1991-2005);
Membro do Conselho Administrativo do Núcleo do Porto da Universidade Católica Portuguesa (1991), sendo um dos fundadores desse núcleo e posteriormente membro da Comissão Administrativa do Centro Regional do Porto da mesma Universidade (1995);
Árbitro do Tribunal Arbitral permanente da Câmara de Comércio da Associação Comercial de Lisboa e da Associação Comercial do Porto (1991);
Membro da Comissão de Ética do Hospital de São João do Porto (1991-1998); 
Coordenador do Grupo de Deontologia do Conselho Distrital do Porto da Ordem dos Advogados (1991-1998), com direcção de publicações policopiadas e monográficas sobre a profissão de Advogado;
Membro do Conselho de Administração da Escola Superior de Biotecnologia da Universidade Católica (1992-1994); 
Presidente do Conselho Deontológico da Apifarma (1992-1993);
Árbitro do Centro de Arbitragens Voluntárias da Ordem dos Advogados (1992);
Presidente, designado pelo Primeiro-ministro, do Conselho Nacional de Ética para as Ciências da Vida (1993-1996);
Membro do Núcleo de Estudos Internacionais da Universidade Católica Portuguesa (1995);
Membro do Conselho Consultivo da Faculdade de Medicina do Porto (1996-1998);
Presidente da Assembleia Geral e membro fundador da Associação de Produtores Florestais da Beira Interior (1998);
Vice-presidente da Assembleia Geral e membro fundador da Associação de Gestão Colectiva de Direito de Autor (1998);
Vice-presidente por Portugal da UIA - Union Internationale des Avocats (1999);
Membro da Comissão de Ética do Hospital privado DMI - Diagnóstico Médico Integral (1999) e seu vice-presidente (1999), continuando em funções no depois designado Hospital da Arrábida (2001);
Membro do Conselho dos 24 da Associação Comercial do Porto - Câmara de Comércio (1999);
Presidente da Assembleia Geral da ANC - Associação Nacional de Contribuintes (1999);
Fundador e presidente do Comité Nacional da Vice-Presidência Portuguesa da UIA - Union Internationale des Avocats (2000)
Presidente do Centro de Arbitragem Voluntária Institucionalizada da Associação Portuguesa de Direito Intelectual e presidente do seu Conselho de Arbitragem (2000);
Prémio designado «Prix Monique Raynaud-Contamine», destinado à melhor comunicação ao Congresso, que lhe foi atribuído e proclamado na sessão de encerramento do 44º Congresso da UIA - Union Internationale des Avocats em Buenos Aires, com entrega de medalha evocativa, pelo trabalho, na Secção «Direito da Biotecnologia», intitulado «Da Dimensão Jurídica da Intervenção Genética» (2000);
Vice-presidente da Comissão «Défense de la Défense» da U.I.A. - Union Internationale des Avocats (2001);
Vice-presidente da Assembleia Geral da LASVIN – Liga dos Amigos da Saúde, do Vinho e da Nutrição (2002);
Sócio fundador, conciliador e primeiro presidente da Assembleia Geral da Associação «Concórdia – Centro de Conciliação e Mediação de Conflitos» (2003);
Presidente do 47º Congresso mundial da U.I.A. - Union Internationale des Avocats realizado em Lisboa; 
Membro do «Instituto de Ciências da Família» da Universidade Católica Portuguesa (2003); 
Colaborador da "Revista de Direito da Família” do Centro de Direito da Família da Faculdade de Direito da Universidade de Coimbra (2003);
Membro da «Comissão de Legislação da Ordem dos Advogados – Secção de Bioética»  (2003);
Presidente da Assembleia Geral da “Porto Vivo – Sociedade de Reabilitação Urbana, S.A.” (2004); 
Membro da Comissão de Ética do Instituto Português de Oncologia do Porto (2005);
Membro da Associação Jurídica do Porto (2005)
Árbitro do Centro de Arbitragem da Associação Comercial do Porto (2006);
Membro do Centro Nacional de Cultura (2006);
Membro do Conselho Consultivo da Associação Portuguesa de Famílias Numerosas (2006);
Associado fundador da Associação Portuguesa de Arbitragem (2007);
Membro do Conselho Superior da Universidade Católica Portuguesa (2007);
Professor Auxiliar convidado do Instituto de Bioética da Universidade Católica Portuguesa (2008);
Membro do Grupo de Trabalho para a avaliação das parcerias público-privadas e concessões (2011)
Participou, como docente convidado, em diversos cursos de várias Universidades e, como conferencista, foi moderador ou interveniente em sessões públicas sobre temas de carácter jurídico e social, tendo ainda exercido ampla actividade nas áreas de Arbitragem, institucionais e ad hoc.

### Atividade política
Foi mandatário nacional na candidatura de Aníbal Cavaco Silva a Presidente da República Portuguesa, de outubro de 1995 a janeiro de 1996.

### Casamento e descendência
Casou, em 1963, com Maria Manuela Queiroz de Ataíde da Rocha Páris de Vasconcelos Lopes Cardoso, de quem teve três filhos, Maria Delfina da Rocha Páris Lopes Cardoso, Augusto-Pedro da Rocha Páris Lopes Cardoso e João Frederico da Rocha Páris Lopes Cardoso, todos com geração.

## Obras
- A Administração dos Bens do Casal (1973)

- As 'monstruosidades vulgares' ou elementos para a história dos 'saneamentos' ou os incríveis casos de um Magistrado e de dois Professores Universitários (1977)

- Inseminação e Fecundação Artificiais - Aspectos Jurídicos (1982)

- Da Associação dos Advogados de Lisboa à Ordem dos Advogados (1988)

- O Caso Pinto de Magalhães (1994)

- Da Deontologia do Árbitro (1995)

- Do segredo profissional na Advocacia (1998)[4]

- Pela Vida - Sobre a Interrupção Voluntária da Gravidez - Breves tópicos sobre a essência do problema jurídico (1998)
- Os Desafios do Direito face ás actuais questões da Reprodução Humana Assistida (1998)

- Da Dimensão Jurídica da Intervenção Genética (2001)

- Partilhas Litigiosas, III volumes (2018)[5]

## Condecorações
Foi condecorado pelo Presidente da República, Aníbal Cavaco Silva, com o grau de Grande-Oficial da Ordem do Infante D. Henrique, no ano de 2006.